# William Kennedy Smith

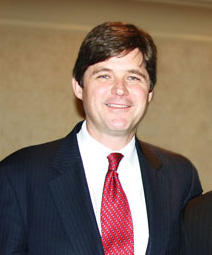
William Kennedy Smith (2008)

William Kennedy Smith (* 4. September 1960 in Brighton, Massachusetts) ist ein amerikanischer Mediziner und Mitglied der Familie Kennedy.
Nachdem er an einer medizinischen Hochschule graduierte, arbeitete Kennedy als Arzt und unterrichtete Medizin an der Feinberg School of Medicine der Northwestern University.
Breite öffentliche Bekanntheit erlangte der Sohn von Jean Kennedy Smith im Rahmen eines Vergewaltigungsprozesses im Jahre 1991, in dem er freigesprochen wurde.

## Einzelnachweis
1. ↑  Vor 20 Jahren: Kennedy Spross wegen Vergewaltigung angeklagt auf spiegel.de

| Personendaten    | Personendaten                               |
| ---------------- | ------------------------------------------- |
| NAME             | Smith, William Kennedy                      |
| KURZBESCHREIBUNG | amerikanischer Mediziner                    |
| GEBURTSDATUM     | 4. September 1960                           |
| GEBURTSORT       | Brighton, Massachusetts, Vereinigte Staaten |